# Tocina
Tocina é um município da Espanha na província de Sevilha, comunidade autónoma da Andaluzia, de área 14 km² com população de 9271 habitantes (2007) e densidade populacional de 650,18 hab/km².

## Demografia
| Variação demográfica do município entre 1991 e 2004 | Variação demográfica do município entre 1991 e 2004 | Variação demográfica do município entre 1991 e 2004 | Variação demográfica do município entre 1991 e 2004 |
| --------------------------------------------------- | --------------------------------------------------- | --------------------------------------------------- | --------------------------------------------------- |
| 1991                                                | 1996                                                | 2001                                                | 2004                                                |
| 8472                                                | 8660                                                | 8828                                                | 9005                                                |